# Comuna Złotniki Kujawskie
Comuna Złotniki Kujawskie este o comună (în poloneză: gmina) rurală în powiat Inowrocław, voievodatul Cuiavia și Pomerania, Polonia.
Comuna acoperă o suprafață de 135,6 km² și are, potrivit datelor din anul 2006, o populație de 8.947.